# Isetnofret II
Isetnofret (hoặc Isis-nofret hoặv Isitnofret) (tiếng Ai Cập cổ: "Isis xinh đẹp") là một trong những Người vợ Hoàng gia Vĩ đại của Pharaon Merenptah.